# Brosjön, Södermanland
Brosjön är en sjö i Botkyrka kommun i Södermanland som ingår i Tyresån-Trosaåns kustområde. Sjön är 4,5 meter djup, har en yta på 0,0508 kvadratkilometer och befinner sig 23,5 meter över havet. Brosjön ligger i Brosjön Natura 2000-område, även kallat Vinterskogen. I sjöns norra ände ansluter Mellansjön. Längst i söder ligger Brosjöbadet.

## Delavrinningsområde

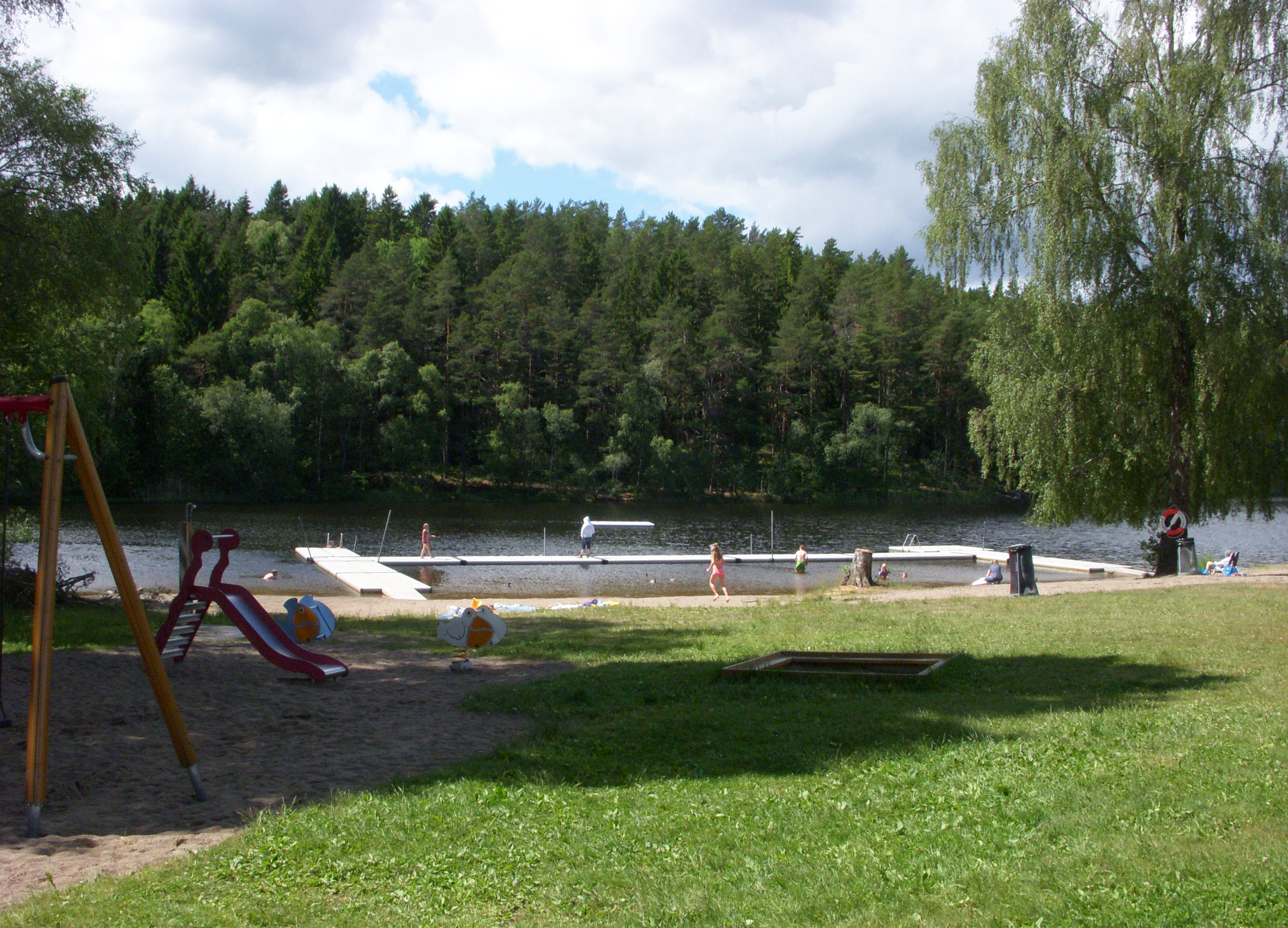
Brosjöbadet i juni 2014.

Brosjön ingår i delavrinningsområde (656114-161500) som SMHI kallar för Utloppet av Malmsjön. Medelhöjden är 34 meter över havet och ytan är 11,75 kvadratkilometer. Det finns inga avrinningsområden uppströms utan avrinningsområdet är högsta punkten. Axån som avvattnar avrinningsområdet har biflödesordning 2, vilket innebär att vattnet flödar genom totalt 2 vattendrag innan det når havet efter 8,8 kilometer. Avrinningsområdet består mestadels av skog (46 procent), öppen mark (12 procent) och jordbruk (23 procent). Avrinningsområdet har 1,03 kvadratkilometer vattenytor vilket ger det en sjöprocent på 8,8 procent. Bebyggelsen i området täcker en yta av 1,1 kvadratkilometer eller 9 procent av avrinningsområdet.